# Sankt Gerold (Album)
Sankt Gerold ist ein Musikalbum von Paul Bley, Evan Parker und Barre Phillips. Die im April 1996 in der Propstei Sankt Gerold entstandenen Aufnahmen erschienen am 9. Oktober 2000 auf ECM Records.

## Hintergrund
Aufgenommen in der  Propstei Sankt Gerold, einem Kloster in den österreichischen Alpen, ist diese Aufnahme der Nachfolger von Time Will Tell, dem ersten Album des Trios, das 1994 in Oslo entstand. Im Unterschied zu Time Will Tell (mit sieben Trio- und vier Duo-Stücken) ist diese CD in fünf Trio-Stücke und insgesamt sieben Solo-Spots für die Musiker aufgeteilt.

## Titelliste
- Paul Bley / Evan Parker / Barre Phillips: Sankt Gerold (ECM 1609, ECM 1609 012 157 899-2)[1]

1. Variation 1 (Phillips, Parker, Bley) 10:18
2. Variation 2 (Phillips, Parker, Bley) 7:12
3. Variation 3 (Phillips) 2:56
4. Variation 4 (Parker) 1:59
5. Variation 5 (Phillips, Parker, Bley) 6:20
6. Variation 6 (Bley) 3:56
7. Variation 7 (Phillips) 7:13
8. Variation 8 (Phillips, Parker, Bley) 8:14
9. Variation 9 (Bley) 7:03
10. Variation 10 (Parker) 5:22
11. Variation 11 (Phillips, Parker, Bley) 4:49
12. Variation 12 (Parker) 1:29

## Rezeption

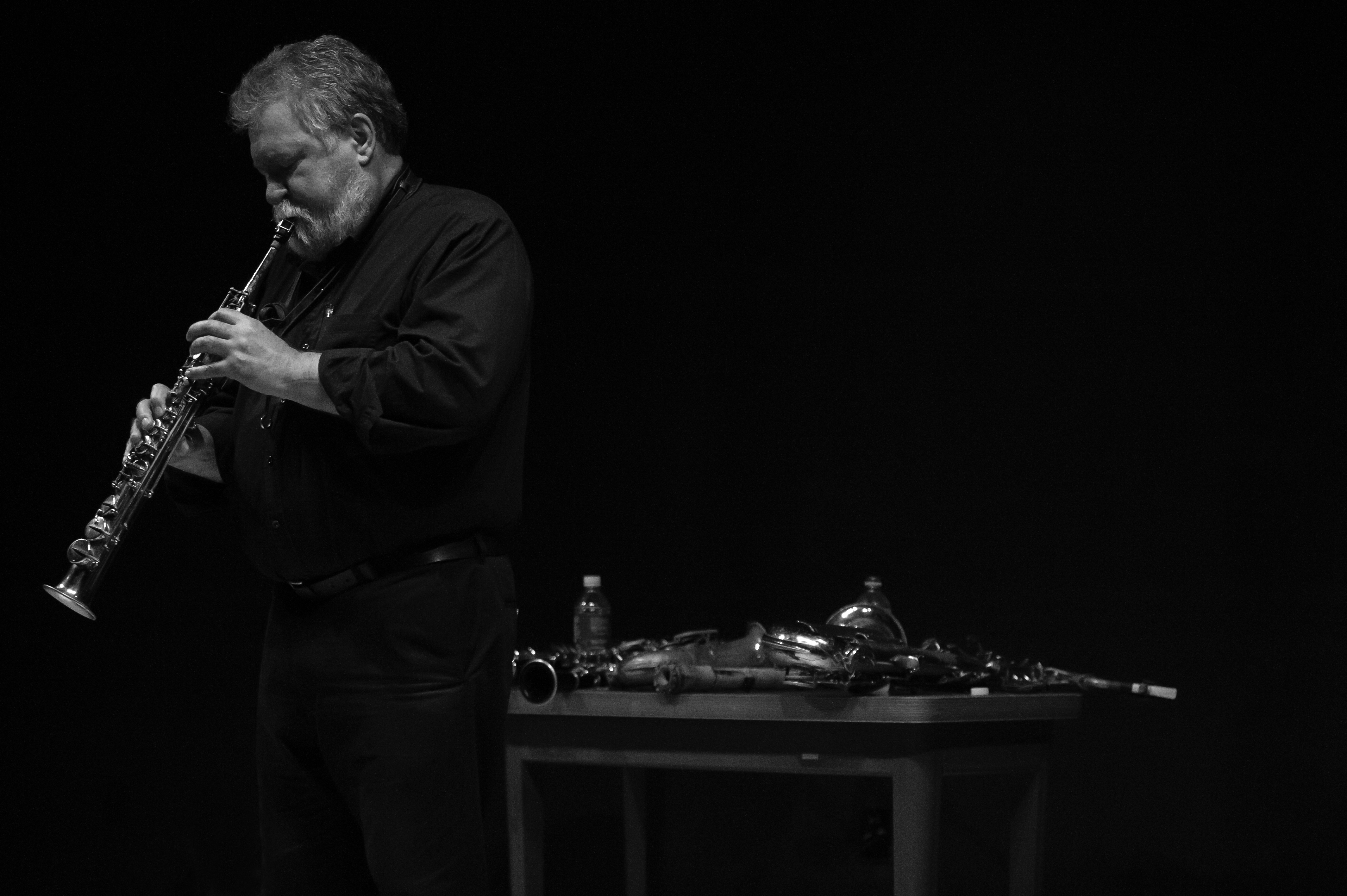
Evan Parker (2009)

Sankt Gerold bringe die Einzigartigkeit und den Zusammenhalt der Gruppe zum Ausdruck, schrieb Ken Waxman (Jazz Word).  Wenn die fast jazzigen Läufe des Bassisten hörbar würden, käme auch der Zusammenhalt zum Vorschein. Als Reaktion auf dieses Drängen breche Bley dann in kleine Kinderreime ein, während Parker beginne, das zugrunde liegende Ostinato zu liefern. Später könne man bei „Variation 8“ fast spüren, wie die drei parallelen Linien gleichzeitig verlaufen: Bley spielt diamantharte Töne, Parker erzeugt einen rauen, fast konventionell „jazzigen“ Sound und der Bassist füllt die Räume, während er hinterher huscht. Die Stärke der drei bestehe darin, dass jeder entweder die Rolle des Solisten oder des Begleiters übernehmen kann, sie jedoch selten per se als integriertes Trio fungieren. Vermutlich überzeugte diese Session die Musiker davon, dass sie als Musiker wuchsen, nicht aber als Band.
In ihren Solo-Spots kehrten die drei Musiker zu ihrer üblichen Form zurück, so Waxman weiter. Vor allem Parker liefere in „Variation 10“ eine spektakuläre, mehr als fünfminütige Übung in sorgfältig getakteter, ideengesteuerter Zirkularatmung des Sopransaxophons ab, während seine beiden anderen kürzeren Solo-Spots lediglich Miniaturversionen davon darstellen. Phillips‘ Prunkstücke würden lediglich seine Vorstellung als einsamer Pizzicato- und Coll’arco-Entdecker bestätigen. Bley hingegen agiere abwechselnd schelmisch und traditionell. In der mittelschnellen „Variation 6“ zum Beispiel mit ihren Anklängen an Bop scheine er darauf bedacht zu sein, so viele Töne wie möglich in den vorgegebenen Zeitraum zu stopfen.
Sankt Gerold sei ein akustisches Zeugnis ihrer Leidenschaft und Entschlossenheit, „das unentdeckte Land zu kartieren, das durch kreative Interaktion erreichbar ist“, meint Derek Taylor (One Final Note). Das Programm biete eine reiche Vielfalt an Kombinationen. Nur fünf Stücke bestünden aus einem vollständigen Trio und der Großteil aus Soloimprovisationen, die auf tangentialen thematischen Bezügen basieren. Parker würde durchgehend von seinem unverkennbaren Zirkularatmungsstil Gebrauch machen und in Phillips’ wechselhaftem Bogenspiel eine harmonische Verbindung finden. Auch wenn übertriebene Schreie und Quietschgeräusche Parkers merklich fehlten und sein Ansatz in diesem kammermusikalischen Setting deutlich anders sei, bleibe die Unmittelbarkeit und Intensität seines eigenwilligen Spiels erhalten. Wenn überhaupt, habe die Zusammenarbeit mit Bley und Phillips seiner Kunst eine weitere Ader geöffnet.
Thom Jurek verlieh dem Album in Allmusic vier Sterne und schrieb, das Interessante an der Art und Weise, wie diese zusammenspielen, sei wie sie „Musik über das Musizieren“ machen. Jeder Spieler würde mit einer Idee in die Richtung der anderen weisen, von der er weiß, dass sie den Raum dafür öffne, dass diese Idee musikalisch dekonstruiert wird und daraus eine neue Architektur aus Ton, Klang, Textur und Farbe entsteht. Am Ende des Konzerts bleibe nur noch der Wunsch, die Darbietung so zu hören, wie sie stattgefunden hat, als ein Sankt Gerold, ohne Variationen oder Unterbrechungen. Darüber hinaus könne dies nicht verbessert werden. Dieser Auftritt sei ein Markstein in der Karriere aller drei Musiker und ein wesentliches Dokument für die Fans jedes einzelnen Mitglieds sowie der Entwicklung des improvisierenden Jazztrios.